# Coniopteryx pinkeri
Coniopteryx pinkeri är en insektsart som beskrevs av H. Aspöck och U. Aspöck 1965. Coniopteryx pinkeri ingår i släktet Coniopteryx och familjen vaxsländor. Inga underarter finns listade i Catalogue of Life.